# Thomas Junghans
Thomas Junghans (* 1956 in Recklinghausen) ist ein deutscher Bildhauer. Schwerpunkt seines künstlerischen Schaffens sind Skulpturen aus Holz, Bronze oder Eisen.

## Biographie
Thomas Junghans künstlerische Ausbildung begann 1971 an der Stadsacademie Maastricht, Niederlande. Anschließend besuchte er 1981 ein Jahr lang die Jan van Eyck Academie in Maastricht und führte 1982 bis 1985 sein Studium an der Fachhochschule Aachen bei Lutz Brockhaus und Wilhelm Schürmann fort. Bereits seit 1981 stellt Junghans als freischaffender Künstler in Museen, Kunstvereinen und Galerien europaweit aus.

## Werk
Holz, Bronze und Eisen sind die bevorzugten Materialien des Bildhauers Thomas Junghans. Für ihn sind die Legenden der Antike bis heute von aktueller Bedeutung. Vor allem das Menschenbild, das zum Mythos und Mysterium stilisierte Abbild fasziniert den Künstler. Seine reduzierten und teilweise abstrahierten Skulpturen, wirken archaisch, als ob sie Zeit und Witterung ausgesetzt waren.

## Ausstellungen (Auswahl)
- 2014: Kunstverein Region Heinsberg, 13 Positionen
- 2012: Kruisafname Maastricht, Niederlande
- 2009: Inside-Outside und Skulpturengarten Bode Galerie & Edition, Nürnberg
- 2006: EIPA (European institute for public administration) Maastricht, Niederlande
- 2005: Kunstverein Region Heinsberg, Jubiläumsausstellung, 20 × 20
- 2000: Terpkerk Urmond, Niederlande